# ویکتور کونز
ویکتور کونز (انگلیسی: Viktor Kunz؛ زادهٔ ۲۱ مارس ۱۹۶۸) دوچرخه‌سوار اهل سوئیس است.